# FK Jedinstvo Brčko
FK Jedinstvo Brčko (serb. cyr. ФК Јединство (Брчко), bośn. FK Jedinstvo Brčko) – bośniacki klub piłkarski, mający siedzibę w Brczku, w północno-wschodniej części kraju.

## Historia
Chronologia nazw:
- 1919: Jedinstvo Brčko (serb. cyr. ФК Јединство (Брчко))

Klub piłkarski Jedinstvo został założony w Brczku w 1919 roku. Pierwsze mistrzostwa Jugosłowiańskiego Związku Piłki Nożnej miały zostać rozegrane jesienią 1920 roku, jednak rozpoczęły się dopiero w 1923 roku. Decyzję o utworzeniu Osijeckiego Oddziału Związku Piłki Nożnej podjęło XX Zgromadzenie Jugosłowiańskiego Związku Piłki Nożnej 10 lutego 1924 roku. Klub został przyjęty do Osijeckiej Subfederacji i walczył w rozgrywkach prowincji Osijek o awans do rozgrywek finałowych o mistrzostwo Królestwa Serbów, Chorwatów i Słoweńców (nazwa państwa 3 października 1929 została zmieniona na "Królestwo Jugosławii"). Tak jak eliminacje były bardzo trudne, zespół nigdy nie zakwalifikował się do finałów.
Po zakończeniu II wojny światowej 29 listopada 1945 nowy parlament proklamował powstanie Federacyjnej Ludowej Republiki Jugosławii (FLRJ) (na mocy konstytucji z 1963 r. zmieniono nazwę kraju na Socjalistyczną Federacyjną Republikę Jugosławii - SFRJ). Od 1945 rozpoczęto rozgrywać mistrzostwa nowej Jugosławii. W sezonie 1947/48 zespół debiutował w Republičkiej lidze NR Bosne i Hercegovine (D3), wygrywając IX.grupę okręgu Tuzla. Następnie grał w eliminacjach o pozostanie w zredukowanej lidze republikańskiej, ale został pokonany przez Radnik z Bijeljiny (0:2 і 2:1). Ale na początku następnego sezonu otrzymał jeszcze jedną szansę występu w lidze republikańskiej. Tym razem wygrał kwalifikację z FK Sloboda Tuzla (0:1 і 2:0) i następnie brał udział w rozgrywkach Republičkiej ligi NR Bosne i Hercegovine, zajmując końcowe 8.miejsce. W 1950 został zmieniony system rozgrywek na wiosna-jesień. Ponownie klub musiał walczyć w kwalifikacjach o prawo gry w lidze republikańskiej. W eliminacjach zwyciężył FK Rudar Kakanj (1:0 і 2:1), a w rozgrywkach Republičkiej ligi NR Bosne i Hercegovine był siódmym. W 1951 zespół awansował na piątą pozycję. W 1952 po reorganizacji systemu lig (Druga savezna liga Jugosławii została rozwiązana, a zamiast niej grano w wielu regionalnych grupach), klub grał na zapleczu ekstraklasy, zajmując drugie miejsce w grupie 3 Pododdziału Tuzla. W następnym sezonie 1952/53 wrócono do rozgrywek systemem jesień-wiosna, a klub najpierw zwyciężył w Podsaveznej nogometnej lidze – Tuzla (D2), a potem występował o Prvenstvo NR Bosne i Hercegovine, w których zdobył brązowe medale. W sezonie 1953/54 Republička liga NR Bosne i Hercegovine spadła do trzeciego poziomu.
Następnie na drugim poziomie jugosłowiańskiej piłki nożnej klub grał jeszcze w sezonach: 1956/57, 1957/58, 1968-1973, 1975-1978, 1980-1988.
Kiedy w 1992 roku wybuchła wojna w Jugosławii klub nie rozgrywał oficjalnych gier aż do 1995 roku. Po zakończeniu wojny klub startował w pierwszej lidze Republiki Serbskiej (D1), zajmując piąte miejsce w grupie wschodniej (w latach 1995-2002 Prva liga RS była najwyższym poziomem - tak jak Republika Serbska bojkotowała Związek Piłkarski Bośni i Hercegowiny, ale nie była uznana przez UEFA). W 1997 spadł na rok do drugiej ligi Republiki Serbskiej. Po zakończeniu sezonu 1999/00 zespół ponownie spadł do drugiej ligi. W następnym sezonie 2000/01 zwyciężył w grupie wschodniej i wrócił do pierwszej ligi. W sezonie 2001/02 zajął 16. miejsce w pierwszej lidze Republiki Serbskiej (D1), która po porozumieniu ze Związkiem Piłki Nożnej Bośni i Hercegowiny od sezonu 2002/03 została zapleczem bośniackiej Premijer Lidze (wraz z pierwszą ligą Bośni i Hercegowiny). W sezonie 2006/07 zespół został sklasyfikowany na 14.pozycji i spadł do drugiej ligi serbskiej. Po roku wrócił do pierwszej ligi, ale nie utrzymał się w niej i ponownie został zdegradowany do drugiej ligi. Sezon 2014/15 nawet spędził w Regionalnej lidze Republike Srpske - Istok (D4). W sezonie 2018/19 zwyciężył w grupie wschodniej drugiej ligi i awansował do pierwszej ligi serbskiej. Po zakończeniu sezonu 2020/21 ponownie spadł do drugiej ligi serbskiej.

## Barwy klubowe, strój, herb, hymn
|  |  |

Klub ma barwy czerwono-białe. Piłkarze domowe spotkania zazwyczaj grają w czerwonych koszulkach, czerwonych spodenkach oraz białych getrach.

## Sukcesy

### Trofea międzynarodowe
Do chwili obecnej klub jeszcze nigdy nie zakwalifikował się do rozgrywek europejskich.

### Trofea krajowe
Bośnia i Hercegowina
| \| \| Zdobyte trofea w rozgrywkach Bośni i Hercegowiny (stan na: 31-05-2021) \| |                                                                        |      |                                                  |
| Rozgrywki                                                                       | Osiągnięcie                                                            | Razy | Sezon(y)                                         |
| Mistrzostwo                                                                     | I miejsce                                                              | 0    |                                                  |
| Mistrzostwo                                                                     | II miejsce                                                             | 0    |                                                  |
| Mistrzostwo                                                                     | III miejsce                                                            | 0    |                                                  |
| Puchar                                                                          | zdobywca                                                               | 0    |                                                  |
| Puchar                                                                          | finalista                                                              | 0    |                                                  |
| Puchar                                                                          | 1/8 finału                                                             | 1    | 2003/04                                          |
| II liga                                                                         | I miejsce                                                              | 2    | 1997/98 (grupa Bijeljina), 2000/01 (grupa Istok) |
| II liga                                                                         | II miejsce                                                             | 0    |                                                  |
| II liga                                                                         | III miejsce                                                            | 0    |                                                  |
| II liga                                                                         | 5.miejsce                                                              | 1    | 2002/03                                          |
| Bośnia i Hercegowina                                                            | Zdobyte trofea w rozgrywkach Bośni i Hercegowiny (stan na: 31-05-2021) |      |                                                  |

- Druga liga Republike Srpske (III poziom):
  - mistrz (2): 2007/08 (Centar), 2018/19 (Istok)
  - wicemistrz (2): 2010/11 (Istok), 2016/17 (Istok)
  - 3.miejsce (1): 2009/10 (Istok)

- Mistrzostwa Republiki Serbskiej:
  - 5.miejsce (1): 1995/96

- Puchar Republiki Serbskiej:
  - zdobywca (2): 2002/03, 2004/05
  - finalista (1): 1995/96

Jugosławia
| \| \| Zdobyte trofea w rozgrywkach Jugosławii (stan na: 31-05-1991) \| |                                                               |      |                       |
| Rozgrywki                                                              | Osiągnięcie                                                   | Razy | Sezon(y)              |
| Mistrzostwo                                                            | I miejsce                                                     | 0    |                       |
| Mistrzostwo                                                            | II miejsce                                                    | 0    |                       |
| Mistrzostwo                                                            | III miejsce                                                   | 0    |                       |
| Puchar                                                                 | zdobywca                                                      | 0    |                       |
| Puchar                                                                 | finalista                                                     | 0    |                       |
| Puchar                                                                 | 1/16 finału                                                   | 1    | 1951                  |
| II liga                                                                | I miejsce                                                     | 1    | 1952/53 (grupa Tuzla) |
| II liga                                                                | II miejsce                                                    | 1    | 1952 (3.grupa Tuzla)  |
| II liga                                                                | III miejsce                                                   | 1    | 1982/83 (grupa Zapad) |
|                                                                        | Zdobyte trofea w rozgrywkach Jugosławii (stan na: 31-05-1991) |      |                       |

- Podsavezna nogometna liga / Zonska liga BiH / Međuzonska liga / Republička liga BiH / Međurepublička liga (III poziom):
  - mistrz (5): 1947/48 (Tuzlanski okrug. IX.grupa), 1959/60 (grupa Tuzla), 1962/63 (grupa Bosne), 1974/75 (liga BiH), 1979/80 (liga BiH)
  - 3.miejsce (1): 1989/90 (Sjever)
- Mistrzostwa Bośni i Hercegowiny:
  - mistrz (2): 1974/75, 1979/80
  - 3.miejsce (1): 1952/53

## Poszczególne sezony

### Rozgrywki międzynarodowe

#### Europejskie puchary
Nie uczestniczył w rozgrywkach europejskich.

### Rozgrywki krajowe
Bośnia i Hercegowina
| \| Bośnia i Hercegowina \| Bilans występów klubu w rozgrywkach piłkarskich Bośni i Hercegowiny (Stan na 31 maja 2021 r.) \| \| |                                                                                               |        |       |   |   |   |    |    |     |                                                 |        |        |      |
| Poziom | Rozgrywki                                                                                     | Sezony | Mecze | Z | R | P | B+ | B– | Pkt | Lata                                            | Awanse | Spadki | Naj. |
| I | Premijer liga (do 2002-Prva liga RS)                                                          | 5      |       |   |   |   |    |    |     | 1995–1997, 1998–2000, 2001/02                   | 0      | 3      | 5    |
| II | Prva liga Republike Srpske (do 2002-Druga liga RS)                                            | 10     |       |   |   |   |    |    |     | 1997/98, 2000/01, 2002–2007, 2008/09, 2019–2021 | 2      | 3      | 1    |
| III | Druga liga Republike Srpske                                                                   | 10     |       |   |   |   |    |    |     | 2007/08, 2009–2014, 2015–2019                   | 2      | 1      | 1    |
| IV | Regionalna liga Republike Srpske                                                              | 1      |       |   |   |   |    |    |     | 2014/15                                         | 1      | 0      | 1    |
| | Puchar Bośni i Hercegowiny                                                                    | 3      |       |   |   |   |    |    |     | od 2001                                         | 0      | 0      | 1/8  |
| Bośnia i Hercegowina | Bilans występów klubu w rozgrywkach piłkarskich Bośni i Hercegowiny (Stan na 31 maja 2021 r.) |        |       |   |   |   |    |    |     |                                                 |        |        |      |

Jugosławia
| \| \| Bilans występów klubu w rozgrywkach piłkarskich Jugosławii (Stan na 31 maja 1991 r.) \| | |        |       |   |   |   |    |    |     |                                                                               |        |        |      |
| Poziom                                                                                        | Rozgrywki | Sezony | Mecze | Z | R | P | B+ | B– | Pkt | Lata                                                                          | Awanse | Spadki | Naj. |
| I                                                                                             | Prva savezna ligа | 0      |       |   |   |   |    |    |     |                                                                               | 0      | 0      |      |
| II                                                                                            | Potsavez Tuzla / Podsavezna nogometna liga / 2. liga | 20     |       |   |   |   |    |    |     | 1952–1953, 1956–1958, 1968–1973, 1975–1978, 1980–1988                         | 0      | 5      | 1    |
| III                                                                                           | Republička liga NR Bosne i Hercegovine / Podsavezna nogometna liga / zonska liga BiH / Međuzonska liga BiH / Tuzlanska zonska liga / Međurepublička liga | 22     |       |   |   |   |    |    |     | 1947–1949, 1951, 1953/54, 1955/56, 1958–1968, 1973–1975, 1978–1980, 1989–1992 | 4      | 3      | 1    |
|                                                                                               | Puchar Jugosławii | 2      |       |   |   |   |    |    |     | 1950–1951                                                                     | 0      | 0      | 1/16 |
|                                                                                               | Bilans występów klubu w rozgrywkach piłkarskich Jugosławii (Stan na 31 maja 1991 r.)                                                                     |        |       |   |   |   |    |    |     |                                                                               |        |        |      |

## Struktura klubu

### Stadion
Klub piłkarski rozgrywa swoje mecze domowe na Gradskim stadionie w Brčko, który może pomieścić 16.000 widzów.

## Kibice i rywalizacja z innymi klubami

### Derby
- FK Modriča Maxima
- FK Radnik Bijeljina
- FK Rudar Ugljevik
- FK Sloboda Tuzla
- NK Hajduk Orašje